# Robert Rodríguez
Robert Rodríguez (teljes neve: Robert Anthony Rodríguez) (San Antonio, Texas, 1968. június 20. –) mexikói származású amerikai filmrendező.

## Pályafutása

### 1990-es évek
Fiatalon képregényeket rajzolt, és testvéreivel filmeket csinált: Bedhead című 1991-es rövidfilmje több díjat elnyert és lehetővé tette, hogy filmesként nagyobb lélegzetvételű művekkel is próbálkozzon. Első  nagyjátékfilmje, az El Mariachi – A zenész 1992-ben jelent meg, mindössze 7000 dollárból készült. A szükséges összeget részben úgy szerezte meg, hogy különböző gyógyszerek tesztelésére adta a fejét. A film hatalmas sikert aratott és a Columbia Pictures a költségvetésénél jóval magasabb összegeket költött utómunkálatokra, mielőtt az Egyesült Államokban is bemutatták.
A film folytatását Desperado címmel, immár sokkal több pénzből és ismert sztárokkal rendezte meg. Epizódszerepben feltűnt Quentin Tarantino, akivel összebarátkozott, majd még két rendezővel (Allison Anders és Alexandre Rockwell) karöltve elkészítették a Négy szoba című, szkeccsfilmekből összeollózott antológiafilmet. A mű gyenge kritikákat kapott.
Tarantino és Rodríguez egy vámpírfilm leforgatására adták a fejüket. Az ötletet Robert Kurtzman szolgáltatta, melyből Tarantino írt frappáns dialógusokkal megrakodott forgatókönyvet. Az alapművet Rodríguez vitte mozivászonra kreatív kameramegoldásokkal és vágásokkal, Alkonyattól pirkadatig címmel. A Faculty – Az invázium már nem örvendett ennyire nagy sikernek. A Kevin Williamson forgatókönyvéből készült film közepes kritikákat kapott, bár később kultuszfilm státuszba emelkedett

### 2000-es évek
2001-ben jelent meg a Kémkölykök, mely meghökkentette a rajongókat és a kritikusokat. Az eddig vérben tocsogó, erőszakos filmjeiről ismert direktor ugyanis egy ízig-vérig gyerekfilm elkészítésére adta a fejét. Egy évvel később folytatás is készült, majd még egy évre rá, 2003-ban egy második folytatás is megjelent Sylvester Stallonéval a negatív főszerepben.
2003-ban elkészítette a Mexikó-trilógia befejező epizódját, a Volt egyszer egy Mexikó-t, melyben szerepelt Johnny Depp,Willem Dafoe és Enrique Iglesias is. A meglehetősen kevés pénzből készült film anyagilag jövedelmező lett, bár a kritikusok véleménye megoszlott. Rodríguez elhatározta, filmet forgat Frank Miller híres képregénysorozatából, a Sin City-ből, amely hollywoodi körökben sokáig megfilmesíthetetlennek bizonyult, mivel a szerző erre senkinek sem adott engedélyt. Rodríguez azonban mégis meggyőzte a képregényrajzolót, ő a tökéletes ember a projekt megvalósítására. Robert ehhez a filmhez egy saját maga által kifejlesztett módszert talált ki annak érdekében, hogy a film minél jobban hasonlíthasson a képregényben látott képkockákra. Frank Miller társrendezőként működött közre a Sin City – A bűn városa elkészítésében és Quentin Tarantino is segédkezett egy jelenet erejéig, amelyet jelképes összegért, 1 dollárért forgatott le barátjának. A Directors Guild of America, vagyis a rendezők céhe nem engedélyezte Frank Miller nevének feltüntetését, mint rendező, ezért Rodriguez kilépett a szervezetből.
A Sin City-t követően Rodríguez elkészítette a 2005-ös Cápasrác és Lávalány kalandjai-t, amely egy 3D-s technikával készült gyerekfilm. Az alapötlet szerzője a rendező akkor hétéves fia, Racer volt. Ezt követően felnőtt rajongói igényeit is kielégítette egy B-kategóriás vérözönnel, a 2007-es Grindhouse-szal, amely lényegét tekintve két film egy jegy áráért. Az ő filmje a Grindhouse – Terrorbolygó, amely egy zombikról, géppuskalábú go-go táncosról és egy maroknyi túlélőről szóló történetet mesél el. A film az 1970-es évek horrorfilmjeit idézi, zenéjén, melyet szintén Rodríguez szerzett, érződik John Carpenter hatása. A film készítése alatt Rodríguez és az egyik női főszereplő, Rose McGowan között párkapcsolat szövődött.

## Filmográfia

### Film
| Év   | Magyar cím                                 | Eredeti cím                                     | Feladatkör  | Feladatkör | Feladatkör | Megjegyzések                                                          |
| Év   | Magyar cím                                 | Eredeti cím                                     | Rendező     | Író        | Producer   | Megjegyzések                                                          |
| ---- | ------------------------------------------ | ----------------------------------------------- | ----------- | ---------- | ---------- | --------------------------------------------------------------------- |
| 1992 | El Mariachi – A zenész                     | El Mariachi                                     | Igen        | Igen       | Igen       | Mariachi-trilógia első része                                          |
| 1994 | Ponyvaregény                               | Pulp Fiction                                    | Társrendező | Nem        | Nem        | - Quentin Tarantino jeleneteinek rendezője - stáblistán nem szerepel  |
| 1995 | Desperado                                  | Desperado                                       | Igen        | Igen       | Igen       | Mariachi-trilógia második része                                       |
| 1995 | Négy szoba                                 | Four Rooms                                      | Társrendező | Igen       | Nem        | Room 309 - "The Misbehavers" szegmens                                 |
| 1996 | Alkonyattól pirkadatig                     | From Dusk till Dawn                             | Igen        | Nem        | Vezető     |                                                                       |
| 1996 | Sikoly 2.                                  | Scream 2                                        | Társrendező | Nem        | Nem        | - Döfés című "film a filmben" rendezője - stáblistán nem szerepel     |
| 1998 | Faculty – Az invázium                      | The Faculty                                     | Igen        | Nem        | Nem        |                                                                       |
| 1999 | Alkonyattól pirkadatig 2. – Texasi vérdíj  | From Dusk Till Dawn 2: Texas Blood Money        | Nem         | Nem        | Vezető     | videófilm                                                             |
| 1999 | Alkonyattól pirkadatig 3. – A hóhér lánya  | From Dusk Till Dawn 3: The Hangman's Daughter   | Nem         | Sztori     | Vezető     | videófilm                                                             |
| 2001 | Kémkölykök                                 | Spy Kids                                        | Igen        | Igen       | Igen       |                                                                       |
| 2002 | Kémkölykök 2. – Az elveszett álmok szigete | Spy Kids 2: The Island of Lost Dreams           | Igen        | Igen       | Igen       |                                                                       |
| 2003 | Kémkölykök 3-D – Game Over                 | Spy Kids 3-D: Game Over                         | Igen        | Igen       | Igen       |                                                                       |
| 2003 | Volt egyszer egy Mexikó                    | Once Upon a Time in Mexico                      | Igen        | Igen       | Igen       | Mariachi-trilógia harmadik része                                      |
| 2005 | Sin City – A bűn városa                    | Sin City                                        | Igen        | Igen       | Igen       | társrendezők: Frank Miller és Quentin Tarantino                       |
| 2005 | Cápasrác és Lávalány kalandjai             | The Adventures of Sharkboy and Lavagirl in 3-D  | Igen        | Igen       | Nem        |                                                                       |
| 2005 |                                            | Curandero                                       | Nem         | Igen       | Vezető     |                                                                       |
| 2007 | Grindhouse – Halálbiztos                   | Grindhouse: Death Proof                         | Nem         | Nem        | Igen       |                                                                       |
| 2007 | Grindhouse – Terrorbolygó                  | Grindhouse: Planet Terror                       | Igen        | Igen       | Igen       |                                                                       |
| 2009 | Csodakavics                                | Shorts                                          | Igen        | Igen       | Igen       |                                                                       |
| 2010 | Ragadozók                                  | Predators                                       | Nem         | Nem        | Igen       |                                                                       |
| 2010 | Machete                                    | Machete                                         | Igen        | Igen       | Igen       | társrendező: Ethan Maniquis                                           |
| 2011 | Kémkölykök 4D: A világ minden ideje        | Spy Kids: All the Time in the World             | Igen        | Igen       | Igen       |                                                                       |
| 2013 | Machete gyilkol                            | Machete Kills                                   | Igen        | Sztori     | Igen       |                                                                       |
| 2014 | Sin City: Ölni tudnál érte                 | Sin City: A Dame to Kill For                    | Igen        | Nem        | Igen       | társrendező: Frank Miller                                             |
| 2019 | Alita: A harc angyala                      | Alita: Battle Angel                             | Igen        | Nem        | Nem        |                                                                       |
| 2019 |                                            | Red 11                                          | Igen        | Igen       | Igen       |                                                                       |
| 2019 | Undipofik                                  | UglyDolls                                       | Nem         | Sztori     | Igen       |                                                                       |
| 2020 | Mindenkiből lehet hős                      | We Can Be Heroes                                | Igen        | Igen       | Igen       | operatőr és vágó                                                      |
| 2021 |                                            | Happier than Ever: A Love Letter to Los Angeles | Igen        | Nem        | Nem        | társrendező: Patrick Osborne                                          |
| 2023 | Konstrukció                                | Hypnotic                                        | Igen        | Igen       | Igen       |                                                                       |
| 2023 | Kémkölykök: Armageddon                     | Spy Kids: Armageddon                            | Igen        | Igen       | Igen       |                                                                       |
| 2115 |                                            | 100 Years                                       | Igen        | Nem        | Nem        | 2015-ben forgatták, a tervek szerint 2115. november 18-án mutatják be |

### Televízió
| Év        | Magyar cím             | Eredeti cím                     | Feladatkör | Feladatkör | Feladatkör      | Feladatkör | Megjegyzések                                                    |
| Év        | Magyar cím             | Eredeti cím                     | Rendező    | Író        | Vezető producer | Alkotó     | Megjegyzések                                                    |
| --------- | ---------------------- | ------------------------------- | ---------- | ---------- | --------------- | ---------- | --------------------------------------------------------------- |
| 1994      |                        | Roadracers                      | Igen       | Igen       | Nem             | N/A        | tévéfilm                                                        |
| 2014–2016 | Alkonyattól pirkadatig | From Dusk till Dawn: The Series | Igen       | Igen       | Igen            | Igen       | hét epizód rendezője                                            |
| 2014–2016 |                        | The Director's Chair            | Igen       | Nem        | Igen            | Igen       | - házigazda és vágó - tizenkét epizód rendezője                 |
| 2014      |                        | Matador                         | Igen       | Igen       | Igen            | Nem        | két epizód rendezője                                            |
| 2014–2018 |                        | Lucha Underground               | Nem        | Nem        | Igen            | Nem        |                                                                 |
| 2018      |                        | Spy Kids: Mission Critical      | Nem        | Nem        | Igen            | Igen       |                                                                 |
| 2020      | A Mandalóri            | The Mandalorian                 | Igen       | Nem        | Nem             | Nem        | egy epizód rendezője                                            |
| 2021–2022 | Boba Fett könyve       | The Book of Boba Fett           | Igen       | Nem        | Igen            | Igen       | három epizód rendezője szinkronszerepek: Mok Shaiz, Dok Starssi |

## Fordítás
- Ez a szócikk részben vagy egészben  a   Robert Rodriguez filmography című angol Wikipédia-szócikk fordításán alapul.  Az eredeti cikk szerkesztőit annak laptörténete sorolja fel. Ez a jelzés csupán a megfogalmazás eredetét és a szerzői jogokat jelzi, nem szolgál a cikkben szereplő információk forrásmegjelöléseként.